# Ypthima simpliciocellata
Ypthima simpliciocellata är en fjärilsart som beskrevs av Embrik Strand 1909. Ypthima simpliciocellata ingår i släktet Ypthima och familjen praktfjärilar. Inga underarter finns listade i Catalogue of Life.